# Moyen Âge tardif
Le Moyen Âge tardif, également appelé bas Moyen Âge, est une époque distinguée par l'historiographie pour désigner la fin du Moyen Âge en France et dans d'autres pays d'Europe, en particulier les XIVe et XVe siècles. Elle précède ainsi la Renaissance en succédant au Moyen Âge central, dit également « classique ».
Pour l'Italie, un décalage de deux siècles existe, dû à la pré-Renaissance des Duecento et Trecento (XIIIe et XIVe siècles italiens).

## Le Moyen Âge tardif
Vers 1300, la croissance et la prospérité de l'Europe stagnent. Une série de famines et des pestes, comme la grande famine de 1315-1317 et la peste noire, réduisent la population européenne de moitié. La France et l'Angleterre connaissent de graves révoltes paysannes : la Jacquerie et la Révolte des paysans, ainsi que plus d'un siècle de conflit intermittent : la guerre de Cent Ans. L'unité de l'Église catholique est également brisée par le grand schisme d'Occident. Collectivement, ces événements sont ce que l'on appelle parfois la « crise de la fin du Moyen Âge ».
Malgré ces crises, le XIVe siècle est synonyme de progrès dans les arts et dans les sciences avec la redécouverte des textes de la Grèce antique et de la Rome antique : c'est le début de la Renaissance italienne, qui aboutira à la réforme protestante. La période coïncide par ailleurs avec les Grandes découvertes, qui font suite à l'extension de l'Empire ottoman et la chute de Constantinople en 1453, coupant toute possibilité de commerce avec l'est et conduisant les Européens à trouver de nouvelles routes commerciales.
Ces découvertes renforcent l'économie et la puissance des nations européennes. C'est la période de transition entre la fin du Moyen Âge et l'Époque moderne. Les limites exactes du Moyen Âge font encore l'objet de débats entre historiens. En Hongrie par exemple, le Moyen Âge s'achève avec la bataille de Mohács (1526) et le début de la domination turque.